# (5866) Sachsen
(5866) Sachsen est un astéroïde de la ceinture principale.

## Description
(5866) Sachsen est un astéroïde de la ceinture principale. Il fut découvert le 13 août 1988 à Tautenburg par Freimut Börngen. Il présente une orbite caractérisée par un demi-grand axe de 2,79 UA, une excentricité de 0,08 et une inclinaison de 5,1° par rapport à l'écliptique.

## Compléments